# Якубовка (Брянская область)
Якубовка — деревня в Клинцовском районе Брянской области, в составе Смотровобудского сельского поселения.

## География
Находится в западной части Брянской области на расстоянии приблизительно 9 км на восток-юго-восток по прямой от железнодорожного вокзала станции Клинцы.

## История
Упоминалась с 1740-х годов как хутор в составе Новоместской сотни Стародубского полка. Известно, что в 1767 году она состояла из шести крестьянских изб и принадлежала графу Моисею Владиславичу. Исторически употреблялось еще второе название — Залепеевка. Якубовка состояла из двух близко расположенных поселений — деревни Залепеевка и хутора Дышёвка. В 1859 году здесь (деревня Новозыбковского уезда Черниговской губернии) учтено было 19 дворов, в 1892—21.

## Население
Численность населения: 97 человек (1859), 132 человека (1892), 64 человек (2002), 55 человек (2010), 54 человека (2013).
Будет упразднена как фактически не существующая в связи с переселением всех жителей на постоянное место жительства в другие населённые пункты.